# Pearlridge Center

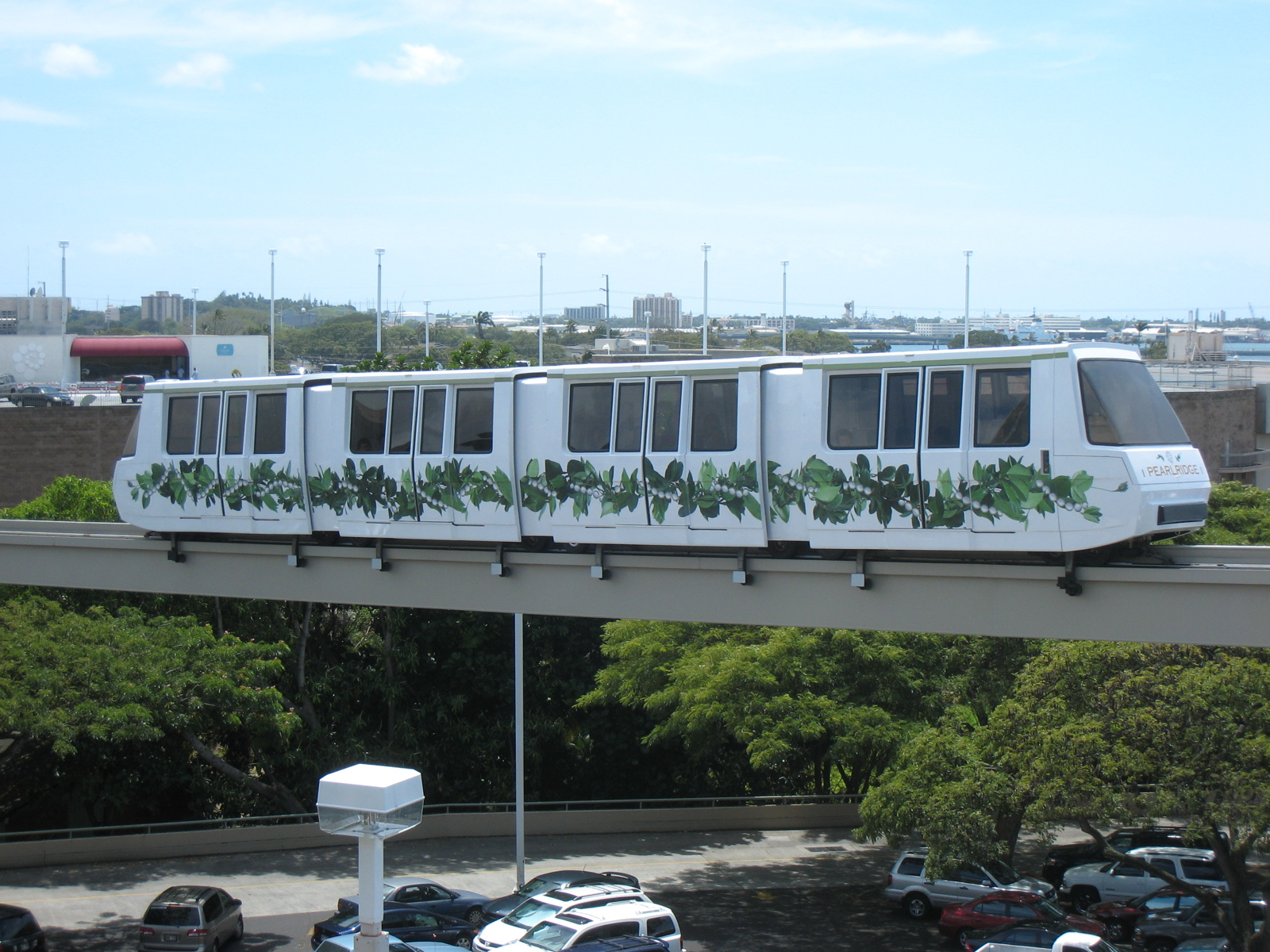
Pearlridge Monorail

Das Pearlridge Center (auch Pearlridge Mall genannt) in Aiea, einem Vorort von Honolulu, ist das größte Indoor-Einkaufszentrum von Hawaii. Es besteht aus zwei Komplexen, Wai Makai und Mauka genannt, die durch eine Monorail-Linie verbunden sind. Dazwischen liegt eine Farm. Es wurde 1972 von Daiei Incorporated, Tokio, als Investor gebaut, der zweite Komplex wurde 1976 eröffnet. Es beherbergt über 170 Geschäfte, 16 Kinosäle, 12 Restaurants, eine Notfallklinik, einen achtgeschossigen Büroturm und einen Minigolfplatz. Das Pearlridge Center gehört der Washington Prime Group Inc. (NYSE: WPG), die 2019 eine Renovierung für 33 Millionen US-Dollar durchführte. Ein Heritage Center wurde hinzugefügt, in dem die hawaiische Kultur der Umgebung dargestellt wird.
Am 14. Juni 2021 meldete die Eigentümergesellschaft Washington Prime Group Insolvenz nach Chapter 11 an. Es hatten sich aufgrund der COVID-19-Pandemie in ihren landesweit über 100 Shopping-Malls Schulden von 3,5 Milliarden US-Dollar angehäuft.